# Ctenus supinus
Ctenus supinus är en spindelart som beskrevs av F. O. Pickard-Cambridge 1900. Ctenus supinus ingår i släktet Ctenus och familjen Ctenidae.
Artens utbredningsområde är Costa Rica. Inga underarter finns listade i Catalogue of Life.